# Maisbach (Nußloch)
Maisbach ist ein Ortsteil von Nußloch im Rhein-Neckar-Kreis, etwa 12 km südlich von Heidelberg. Die Ortschaft wurde im Jahr 1256 als kleines, bäuerliches Haufendorf erstmals urkundlich erwähnt. Maisbach ist überwiegend landwirtschaftlich geprägt, hauptsächlich werden Viehzucht und Weidewirtschaft betrieben.

## Geographie

### Lage
Der Ort liegt in einer eng eingeschnittenen Mulde des östlich abfallenden Hirschbergs und der Kraichgauer Hügelkette Schatthausen–Ochsenbach. Damit hat Maisbach Anteil an zwei Naturräumen. Im Norden und Westen befinden sich die Ausläufer des Kleinen Odenwalds. Im Süden wie im Osten schließt sich das Kraichgauer Hügelland mit seinen lössbedeckten, fruchtbaren Böden an. Das Maisbachtal durchfließt der namengebende Maisbach. Er entspringt nordwestlich des Ortes nahe dem Waldrand an der Waldstraße (frühere Gemarkung Hintere Wiesen) und nimmt im Maisbacher Tal den Daisbach auf, einen zweiten und linken Oberlauf. Der Maisbach mündet am nördlichen Ortsrand von Baiertal von rechts in den Gauangelbach unweit des Golfclubs Hohenhardter Hof. In der Nacheiszeit führten die Bäche wesentlich mehr Wasser; sie haben das heutige Maisbacher Tal geformt.

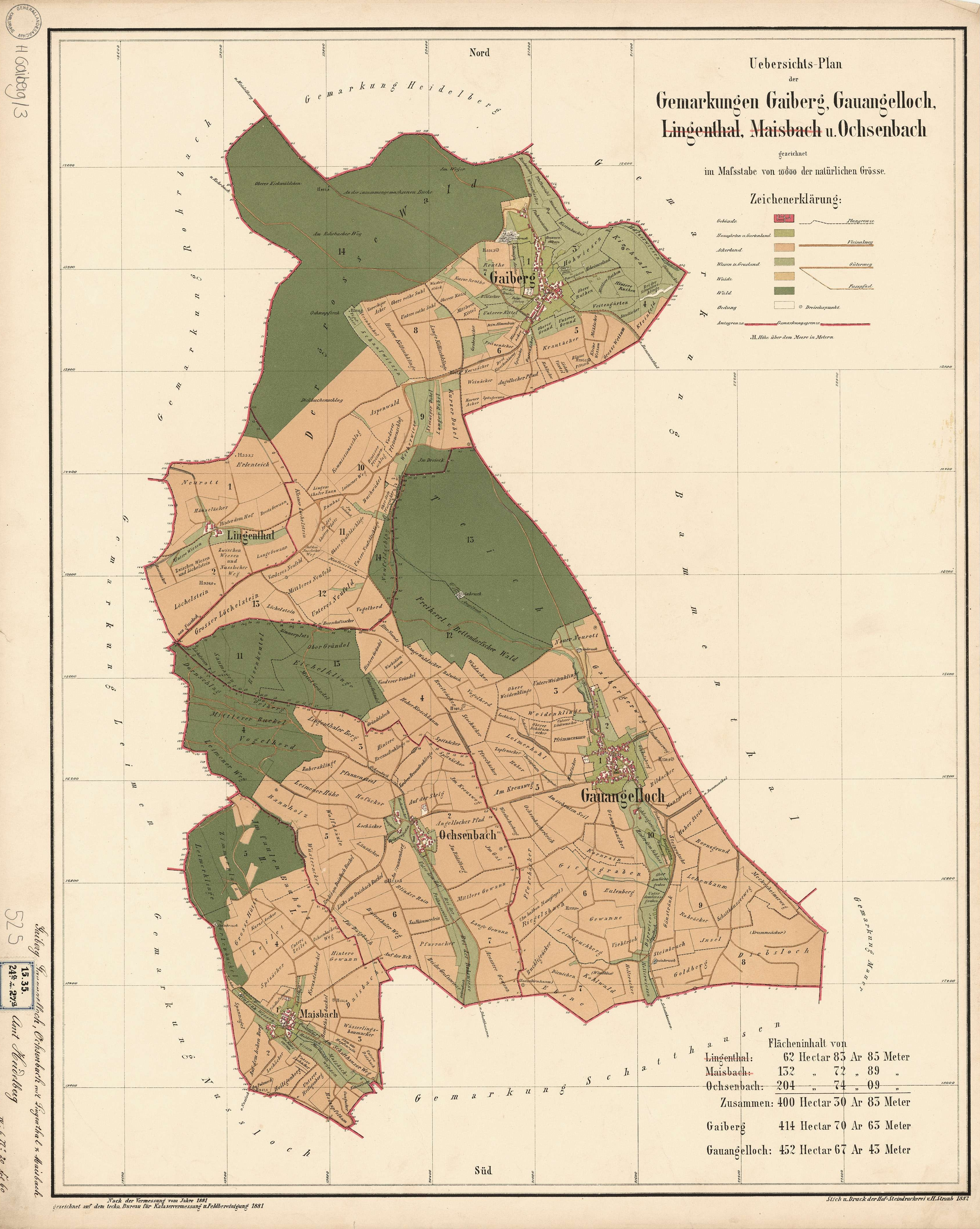
Gemarkungspläne Gaiberg, Gauangelloch, Lingenthal, Maisbach und Ochsenbach (1881)
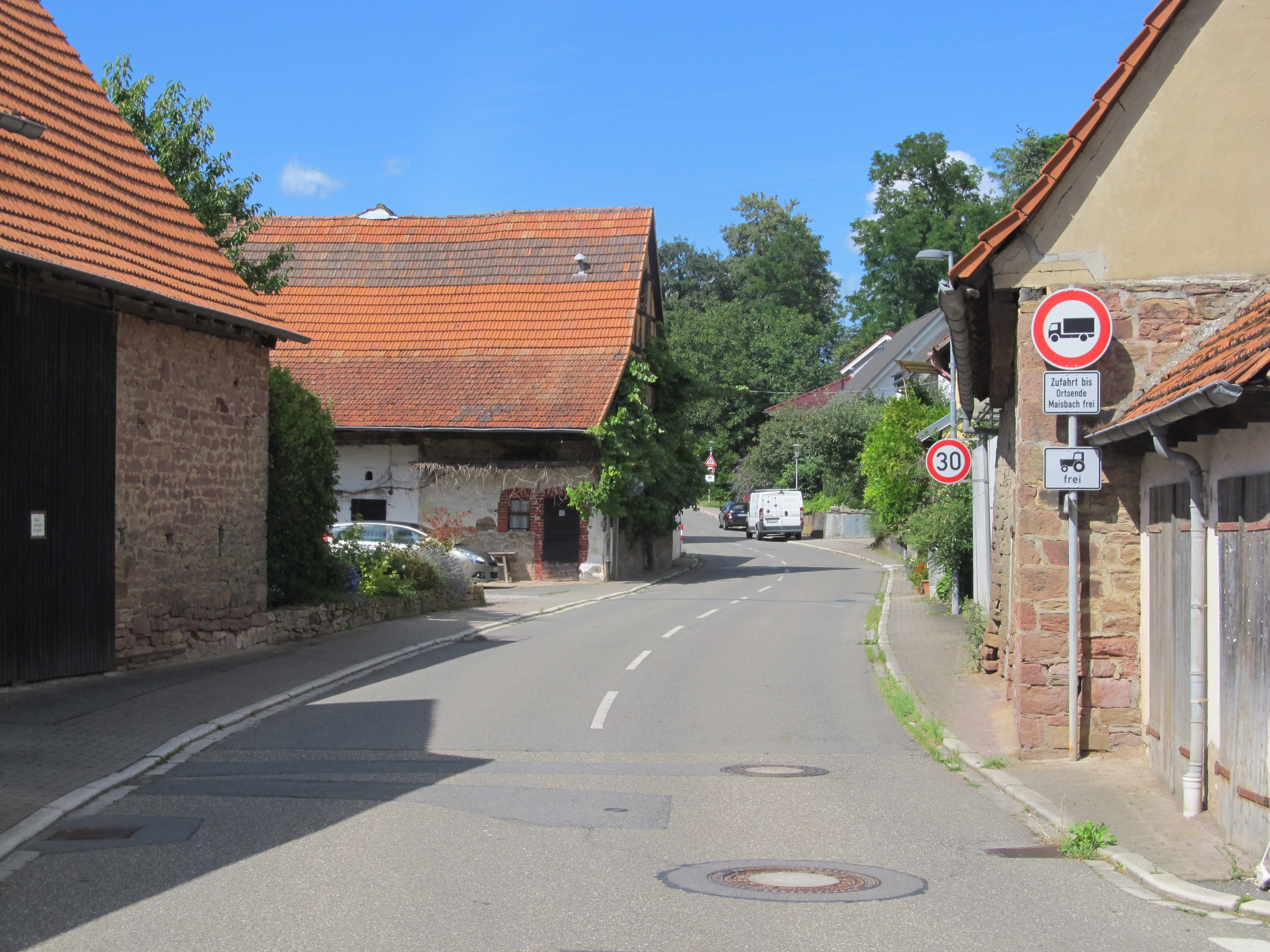
Maisbacher Ortsstraße, Blick nach Osten (Aufn. Juli 2020)
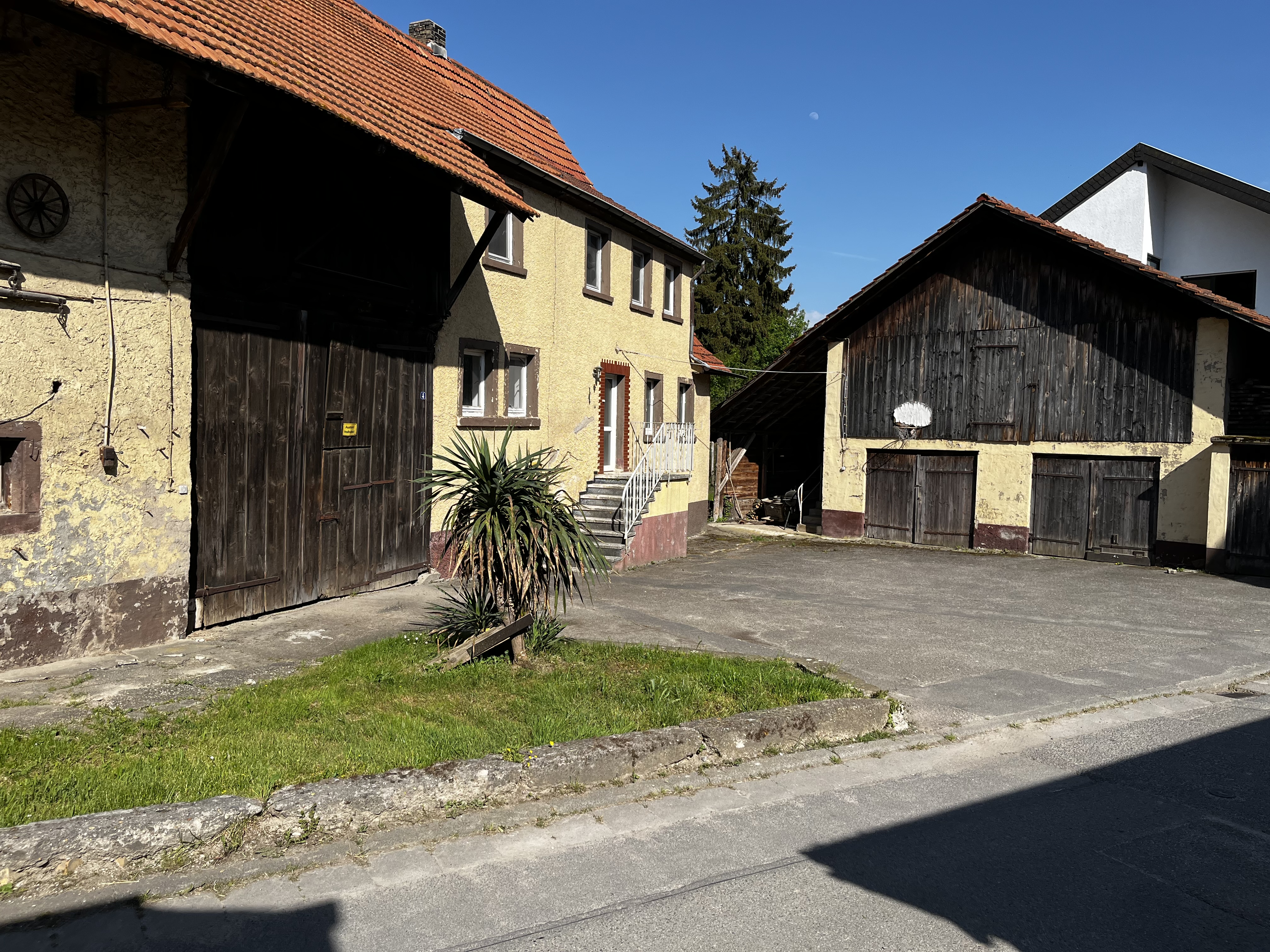
Hofgut an der Waldstraße 4 (Aufn. Mai 2022)
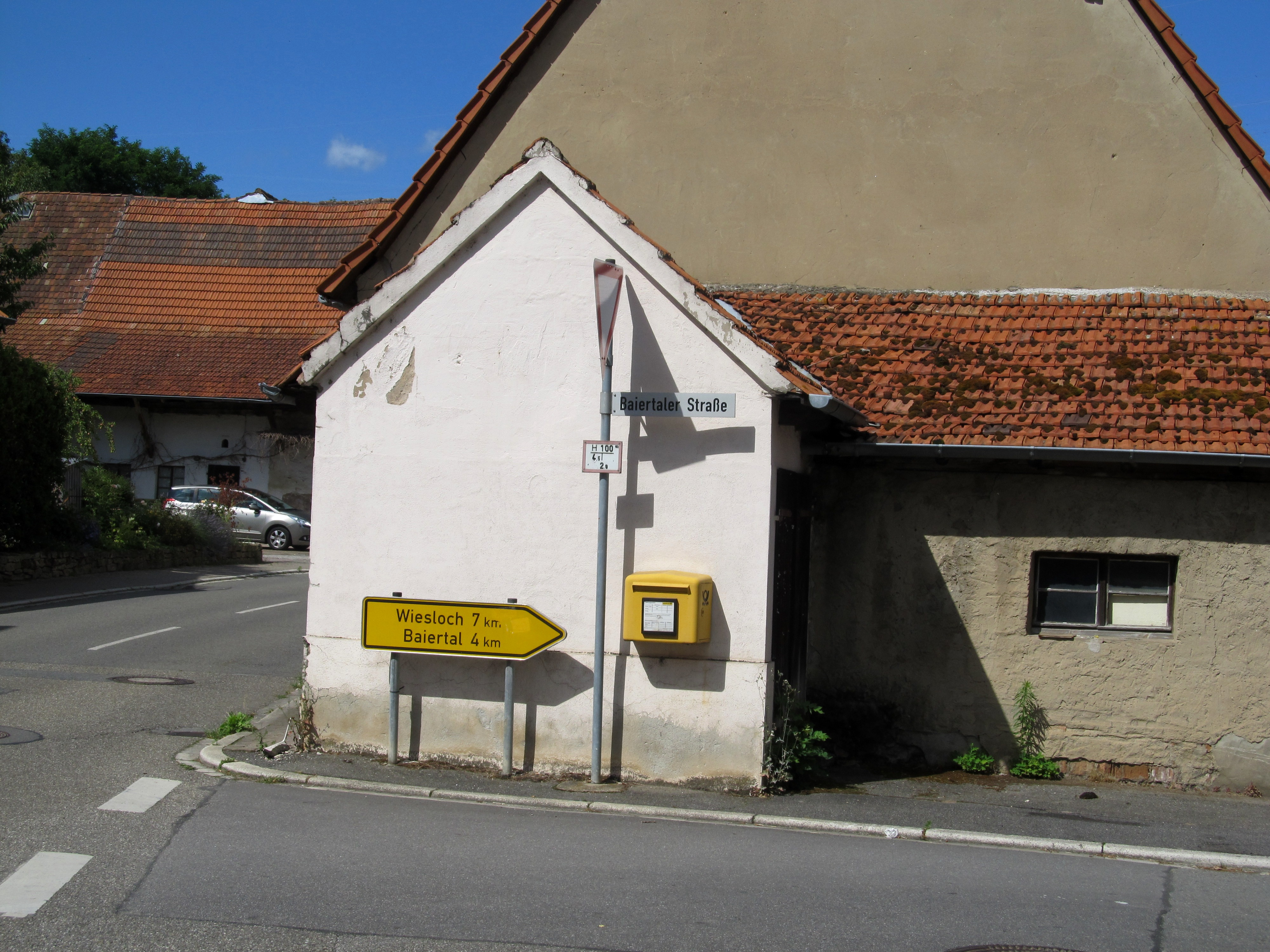
Abzweig zur Baiertaler Straße
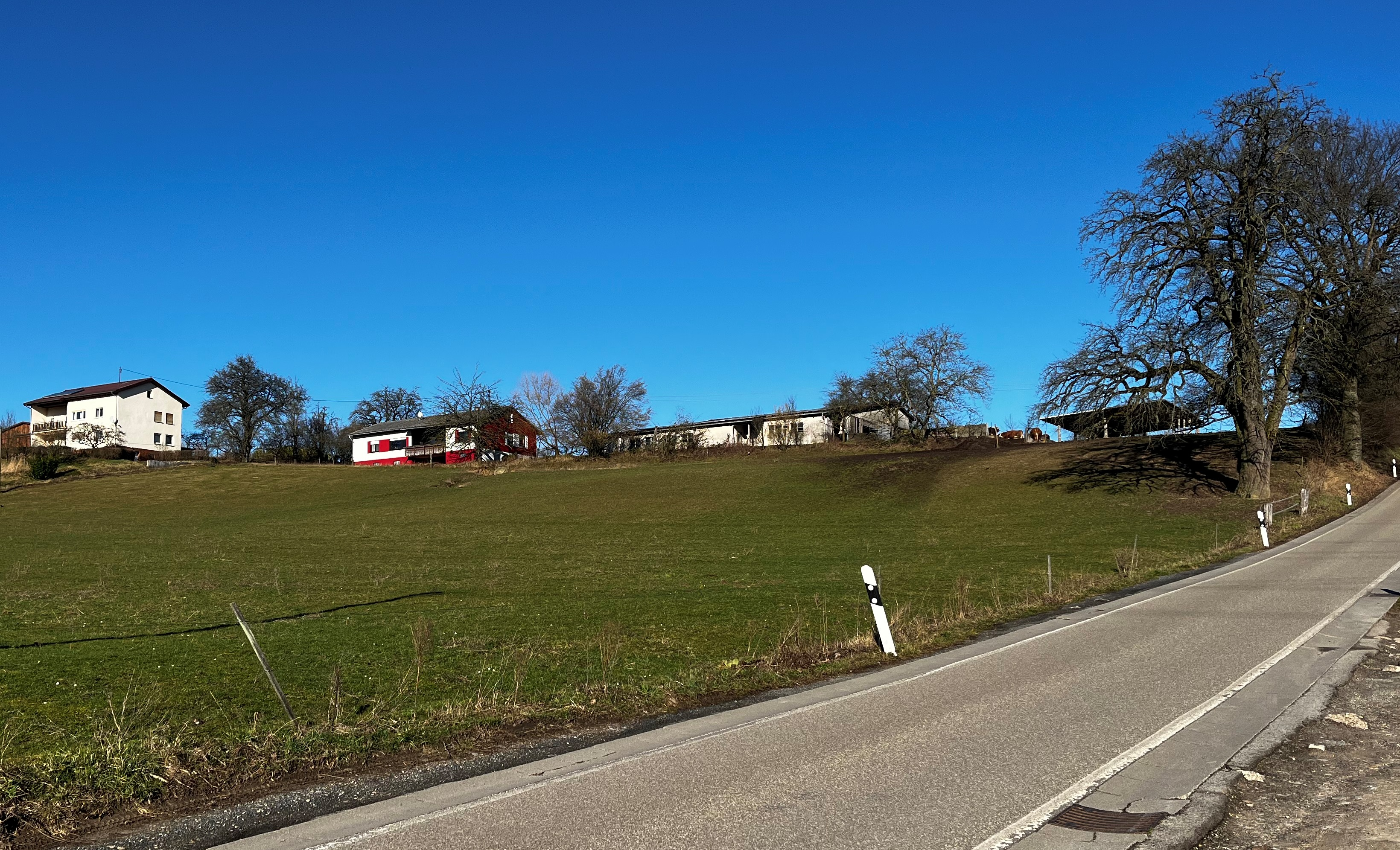
Hofgut Neurott an der K 4157
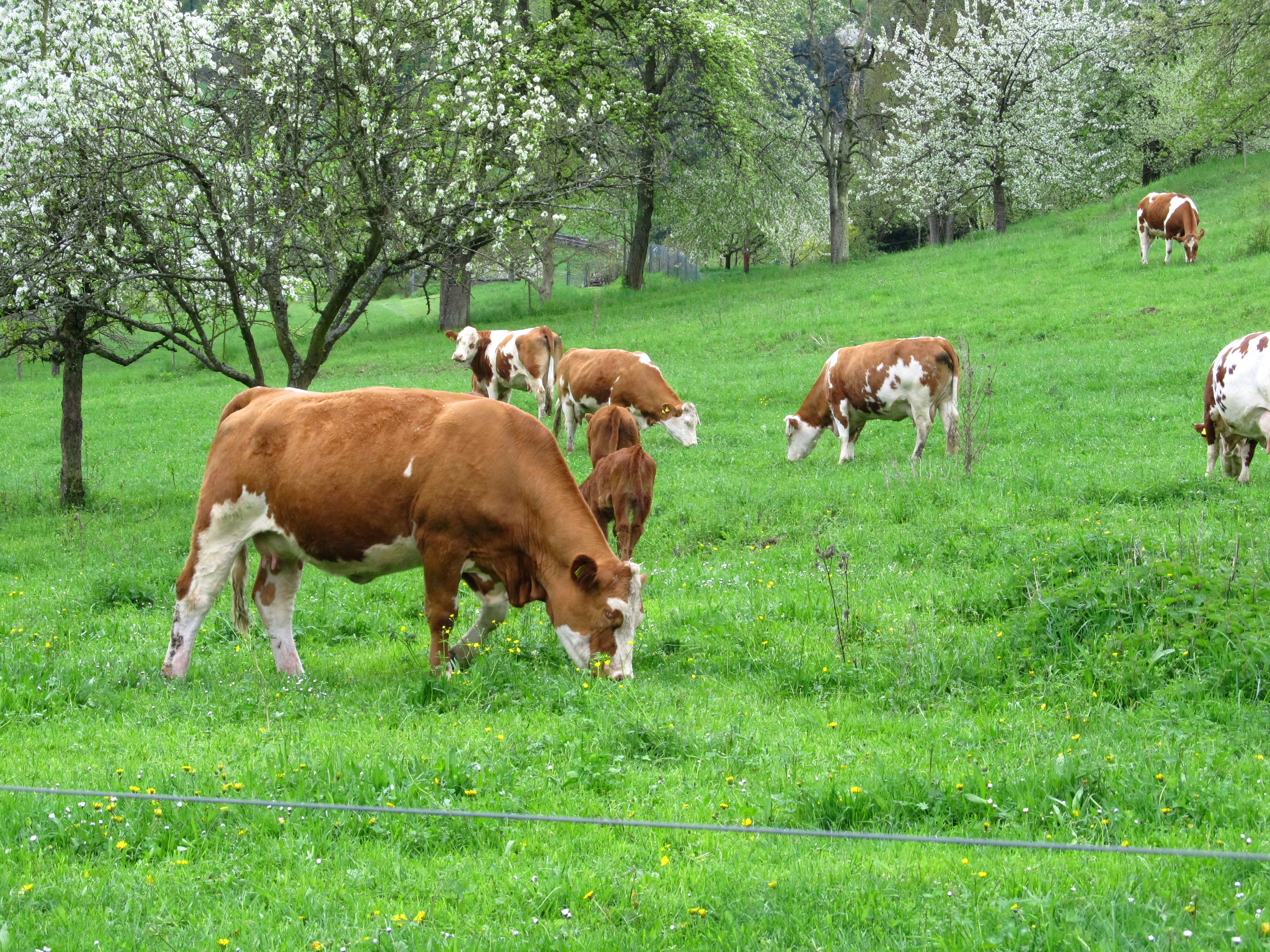
Maisbacher Viehweide mit Fleckvieh

Im Maisbachtal wird traditionell überwiegend Grünland bewirtschaftet. Die ausgedehnten Wiesenflächen sind ideal für die Freilandhaltung von Rindern und Pferden. Noch bis in die 1960er Jahre war die feuchte Talsenke reich an Amphibien, wie Grasfröschen und Erdkröten, die mittlerweile nahezu verschwunden sind. Auch die Quellregion des Maisbachs sowie das daran anschließende oberirdisch verlaufende Bachbett auf der Gemarkung Hintere Wiesen sind seit mehreren Jahren trockengefallen, eine Folge des Klimawandels, aber auch der zunehmenden Wasserentnahme für die Trinkwasserversorgung im Einzugsbereich des Hirschbergs.

## Geschichte
Maisbach (einst: Musebach, Moosbach, Meußbach, danach bis in das 19. Jahrhundert Maisbachhof) wurde 1256 als kleines, bäuerliches Haufendorf erstmals urkundlich erwähnt. Aus den Folgejahren 1369, 1475, 1480 und 1504 gibt es Belege, dass das Dorf zum Meckesheimer Zent (historische Verwaltungseinheit für Recht und Steuer) gehörte. 1346 verlegte Pfalzgraf Ruprecht I. das Zentgericht von Meckesheim nach Neckargemünd. Von dieser Regelung war auch Maisbach betroffen. 
Neben der Gerichtsbarkeit bestand für die kurpfälzischen Zentdörfer die sogenannte Raispflicht. Der historische Begriff Rais stand für das heutige Wort Wehrpflicht. Für die Wehrerfassung war der Zentgraf zuständig. Er musste bei nahendem Kriegs- oder Verteidigungsfall wehrfähige, junge Männer aus seinem Bezirk rekrutieren. Im Rahmen der Mobilmachung reiste der Zentgraf in Begleitung mehrerer Zentschöffen mit Pferd und Wagen durch die umliegenden Dörfer. Konnte ein Dorf die geforderte Anzahl an wehrfähigen Männern nicht stellen, musste ein entsprechender Wehrbetrag entrichtet werden. Auch die Ausrüstung der Soldaten, wie Hieb- und Stichwaffen, musste von den Gemeinden gestellt werden.

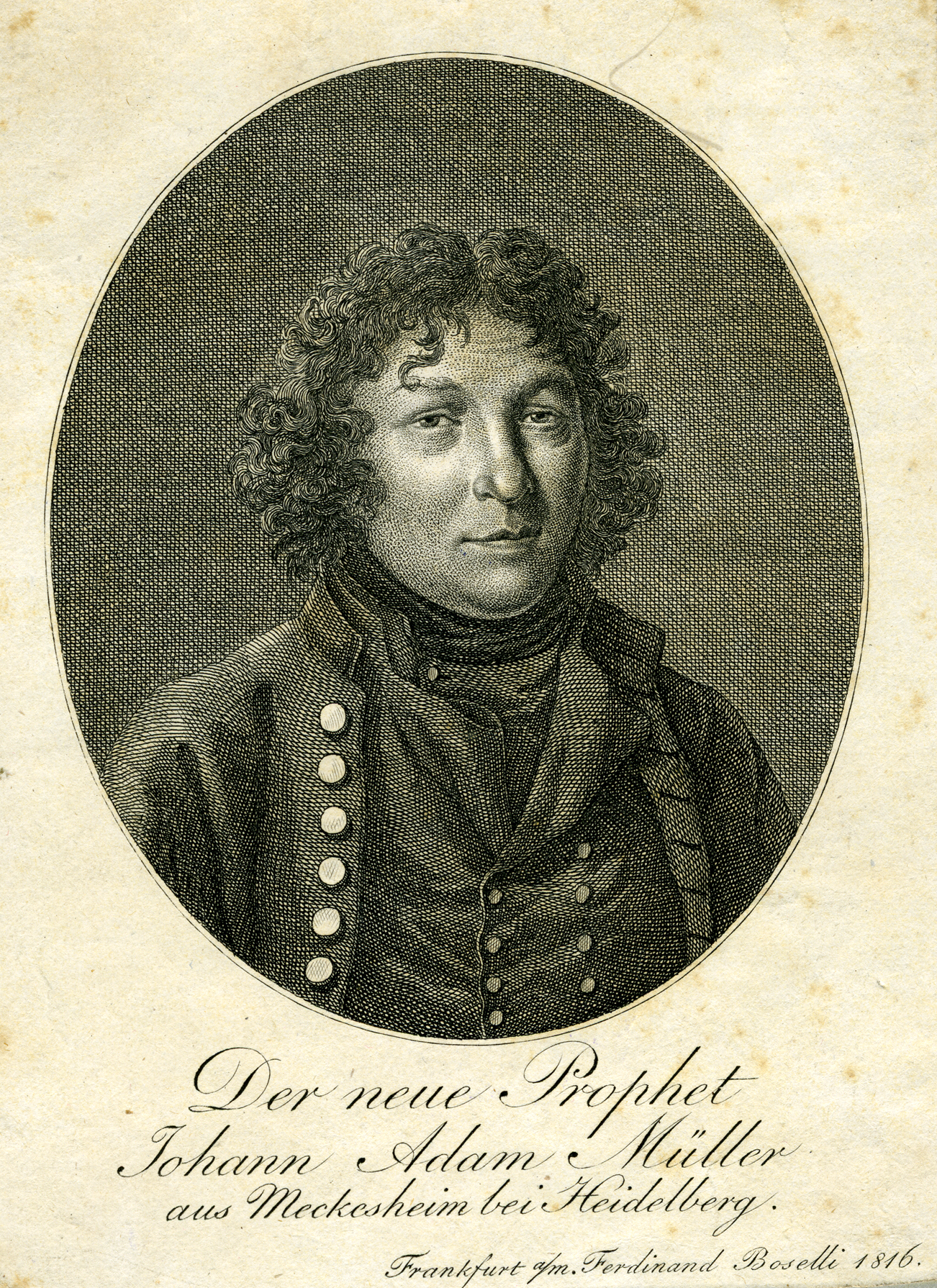
Der Bauernprophet Johann Adam Müller, Radierung von Ferdinand Boselli, 1816.

Durch die gravierenden Ereignisse im Dreißigjährigen Krieg (1618–1648) war Maisbach für mehrere Jahre entvölkert. Insbesondere um das Jahr 1632 zogen zahlreiche marodierende Söldnerhaufen plündernd und mordend durch die Dörfer des Nördlichen Kraichgaus. Nach dem Westfälischen Frieden 1648 und einer kurzen Erholungsphase verursachte der Pfälzische Erbfolgekrieg (1685–1697) erneut viel Leid und Tod in der Region um Heidelberg. Unter kurpfälzischer Verwaltung wurde Maisbach 1780 mit der Nachbargemeinde Ochsenbach zusammengelegt, dieser Zustand dauerte bis 1937. Danach wurde Maisbach im Rahmen einer Verwaltungsreform in die Gemeinde Nußloch eingegliedert. Die Verordnung aus dem Dritten Reich ist bis heute gültig.
Mit der Gründung der Rheinbundstaaten 1803 durch Napoleon wurde die kurpfälzische Gemeinde badisch. In diesen bewegten Zeiten machte ein Maisbacher Bauer von sich reden. Johann Adam Müller (1769–1832), ursprünglich ein Meckesheimer, der nach seiner Heirat nach Maisbach (damals Maisbacher Hof) übergesiedelt war, wurde durch seine prophetischen Vorhersagen zu politischen Ereignissen und Entwicklungen weithin bekannt. Seine Visionen und Erscheinungen traten relativ regelmäßig in schlaflosen Nächten auf. Die Heidelberger Schriftstellerin Irma von Drygalski würdigte 1928 den Maisbacher Bürger in ihrem Roman Der Bauernprophet. Auf alte Ratsprotokolle und mündliche Überlieferungen gestützt, erzählt Drygalski das Schicksal des mit dem zweiten Gesicht begabten Bauern, der 1813 zu König Friedrich Wilhelm III. nach Königsberg reiste, um ihn zum Kampf gegen Napoleon zu bewegen. Angelehnt an den Roman wurde 1994 das Volksstück vom Bauernpropheten in Nußloch auf dem historischen Anwesen des Adelsgeschlechts von Bettendorf von der Interessengemeinschaft Volksschauspiele Nußloch e. V. uraufgeführt. Aufgrund des großen Erfolgs fand im Jahr 1996 eine Neuauflage der Veranstaltung statt. 1986 wurde der Maisbacher Dorfplatz mit Brunnen und Milchhäusel neu gestaltet und im Gedenken an Johann Adam Müller nach ihm benannt.
Das Ende des Zweiten Weltkriegs verlief in Maisbach im Gegensatz zu Nußloch relativ friedlich. Am 1. April 1945 trafen Fahrzeuge der 63. Infanteriedivision der US-Armee von Nußloch kommend in Maisbach ein. Nach wenigen Stunden fuhren sie in Richtung Ochsenbach und Gauangelloch weiter. In den kleinen Dörfern des Nördlichen Kraichgaus wurden versprengte Angehörige der Waffen-SS vermutet.

## Wirtschaft und Infrastruktur

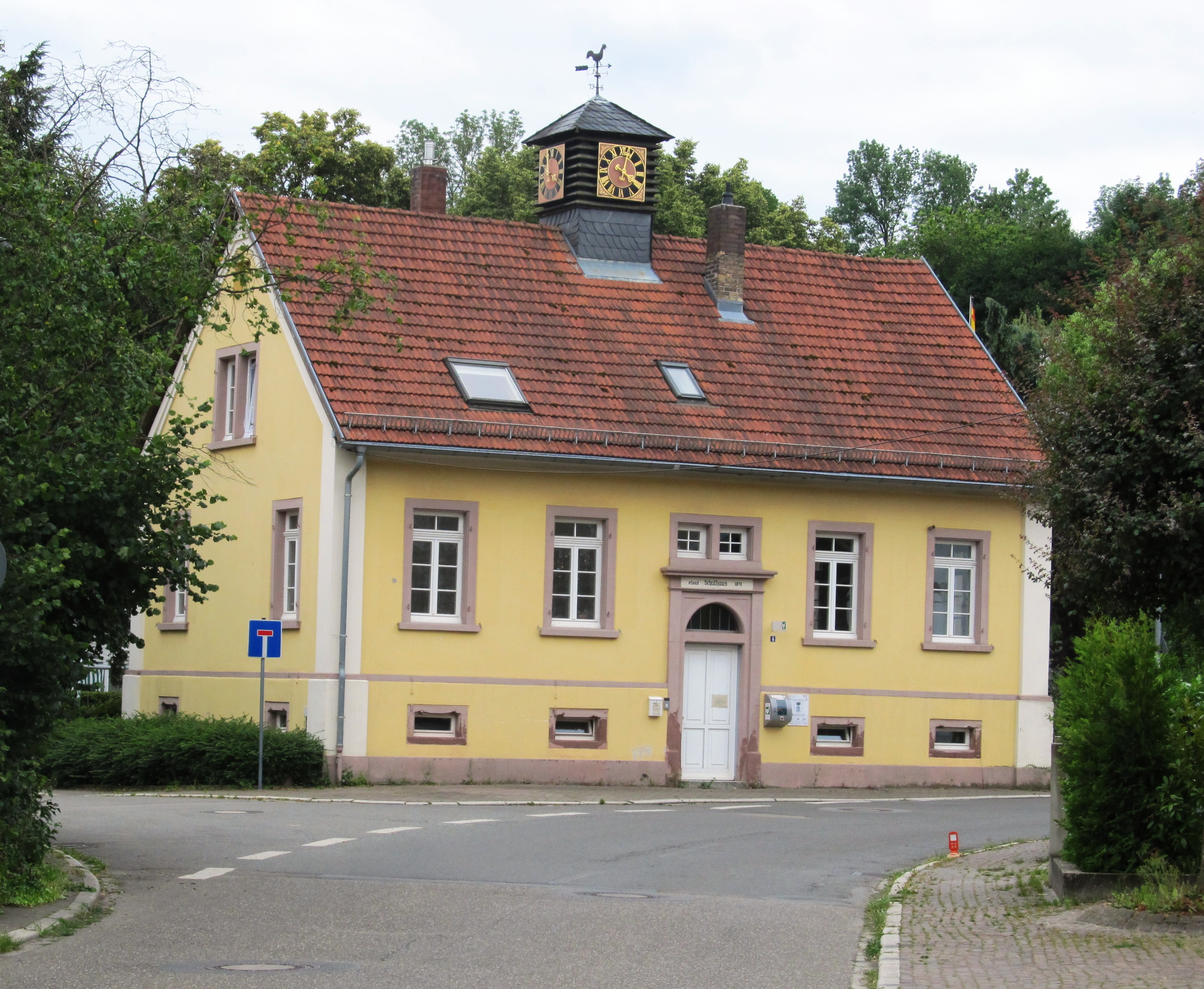
Maisbacher Schulgebäude, erb. 1873, mit Uhr und Glockenstuhl

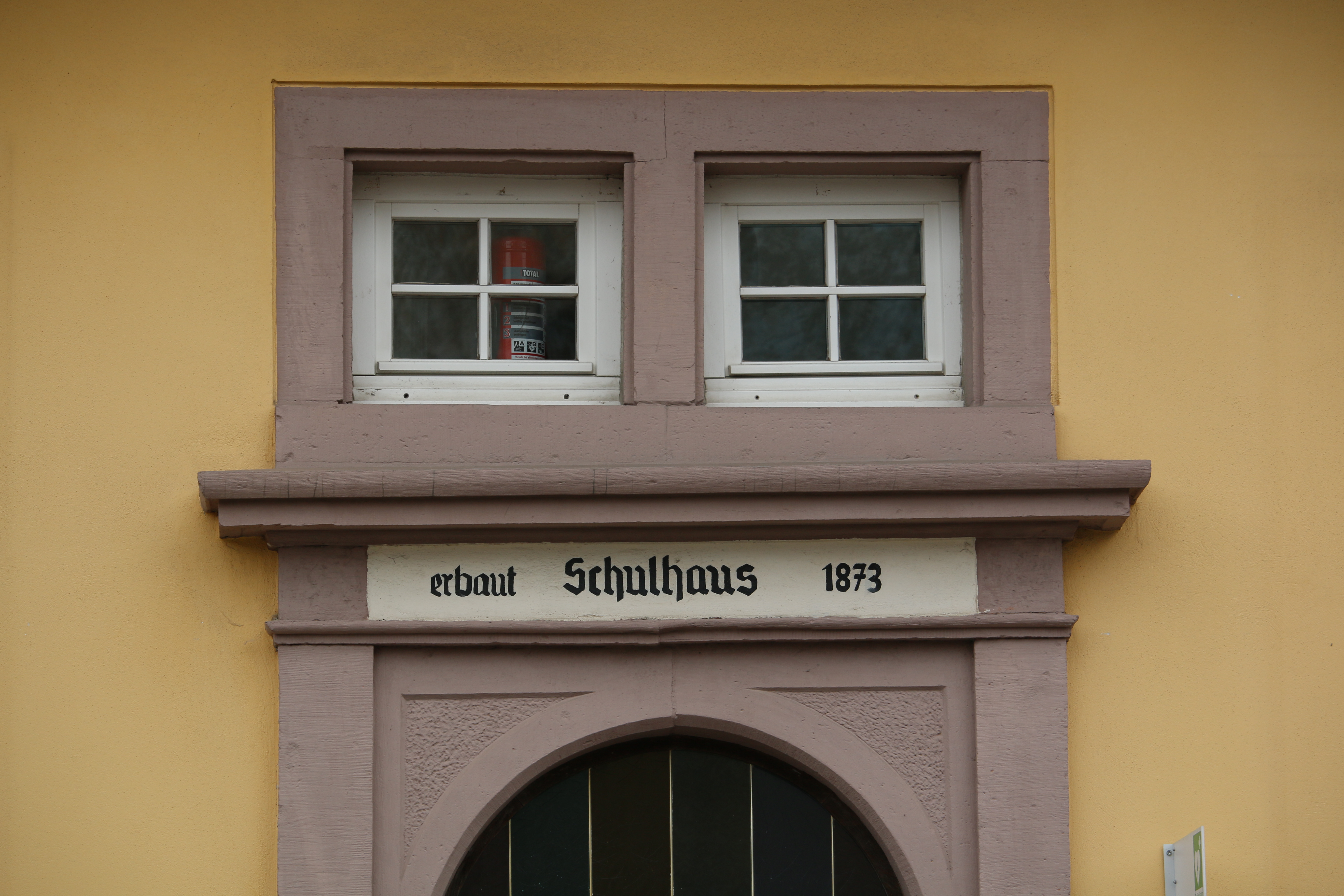
Schulhaus, Inschrift über der Eingangstür

### Schule, Kirche
In Maisbach fand ab 1844 regelmäßiger Schulunterricht statt. Da im Ort kein entsprechendes Gebäude vorhanden war, wurde zunächst eine Schulstube angemietet. 1871 kaufte die Gemeinde am Krisenrain ein Grundstück als Bauplatz für ein Schulhaus. Als das Bauwerk im Jahr 1873 eingeweiht wurde, läuteten vom Dachreitertürmchen zwei Bronzeglocken, die der Landwirt Johann Georg Sickmüller unter der Bedingung gestiftet hatte, dass das Schulhaus zugleich die fehlende Kirche ersetzte und die Räumlichkeiten auch für Gottesdienste genutzt werden durften. Das Schulhaus beherbergte auch eine kleine Wohnung für den diensthabenden Lehrer.
Nach Einweihung der Maisbacher Schule 1873 begann der Unterricht für alle Schüler der Klassen 1–8 gemeinsam in einem Raum. Ab dem 1. Dezember 1966 gingen nach Beschluss des Nußlocher Gemeinderats die Kinder nach Nußloch zur Schule; der letzte Maisbacher Lehrer, Fritz Kögel, wurde an die Nußlocher Volksschule versetzt. Die Einwohner von Maisbach waren über diese Entscheidungen wenig erfreut. Mit der Eröffnung der Maisbacher Bücherstube im Jahre 1977 kehrte nach 11 Jahren wieder eine öffentliche Bildungseinrichtung in das Schulgebäude zurück. Die Reparatur der Turmuhr sowie die Elektrifizierung des Glockengeläuts folgten im Jahr 1979. Auf dem Schulhaus sollte eine Dachsirene wieder installiert werden.
Seit 1961 ist Maisbach mit Nußloch und dem benachbarten Ochsenbach über eine schmale betonierte Straße erreichbar. Die Ortslage ist über die Kreisstraße 4157 mit beiden Gemeinden verbunden. Aufgrund ihrer geringen Breite ist die Straße für den Schwerlastverkehr gesperrt. Eine weitere Verkehrsanbindung hat der Ort über die K 4158 (einst Schatthäuser Weg, heute Baiertaler Straße). Sie zweigt in der Ortsmitte von Maisbach in Richtung Baiertal ab.

### Maisbacher Milch
Das Maisbacher Milchhäusel geht auf das Jahr 1933 zurück. Nach einem damaligen Regierungserlass, musste die gesamte Milch (ausgenommen der Eigenbedarf) aus den landwirtschaftlichen Betrieben zur Sicherstellung der Ernährung der Allgemeinheit abgegeben werden. So wurde im gleichen Jahr unter Zeitdruck ein Milchhäusel erbaut, das mittels Eigenleistung der Maisbacher Bürger finanziert werden musste. Das Grundstück in der Ortsmitte sowie den Brunnenanschluss an die Maisbachquelle zur Kühlung der Milchkannen, stellte die Gemeinde Nußloch zur Verfügung. Fast täglich erschien ein Tankfahrzeug des Molkereiverbands, um die frische Milch aus Maisbach und Ochsenbach abzuholen. Die Bedeutung der Milchsammelstellen nahm in der zweiten Hälfte des 20. Jahrhunderts infolge des Strukturwandels und der immer geringer werdenden Milchproduktion stetig ab, so auch in Maisbach, wo die Sammelstelle 1978 aufgelöst wurde. Danach war es den Landwirten wieder gestattet, die überschüssige Milch direkt zu vermarkten.
Noch heute ist Maisbach überwiegend landwirtschaftlich geprägt, es werden vor allem Viehzucht und Weidewirtschaft betrieben. Im benachbarten Hofgut Neurott wird seit vielen Jahren die Rinderoffenstallhaltung erfolgreich praktiziert. In die Haltung sind auch Pferde integriert. Die Verdienstmöglichkeiten der Bauern vor Ort waren nicht immer so gut. Noch im 19. Jahrhundert wanderten aufgrund der badischen Realteilung und der allgemein schlechten wirtschaftlichen Lage viele Bewohner aus, meist nach Nordamerika.

### Wasser für die Heil- und Pflegeanstalt Wiesloch
Das einst wasserreiche Tal zwischen Maisbach und Baiertal brachte die benachbarte Stadt Wiesloch mit ihrer 1905 gegründeten Heil- und Pflegeanstalt (heutiges Psychiatrisches Zentrum Nordbaden) dazu, das Maisbachtal für ihre Wasserversorgung zu nutzen. So schuf man 1904 ein Maschinengebäude mit Pumpanlagen an der Maisbacher Straße 1, nahe dem Maisbacher Hof. Von dort gelangte das Trinkwasser in einen Hochbehälter im Norden der Pflegeanstalt. Das stillgelegte Pumpenhaus im Maisbachtal, seit 1972 auf Baiertaler Gemarkung, existiert noch. Es dient seit 1977 als private Inklusionseinrichtung. Das 1905 errichtete Wasserwerk an der Heil- und Pflegeanstalt steht, nachdem es lange Jahre nicht genutzt wurde, unter Denkmalschutz. Das einstige Eingangsportal des Wasserhochbehälters ist ein Zeugnis des geometrisierenden Jugendstils.

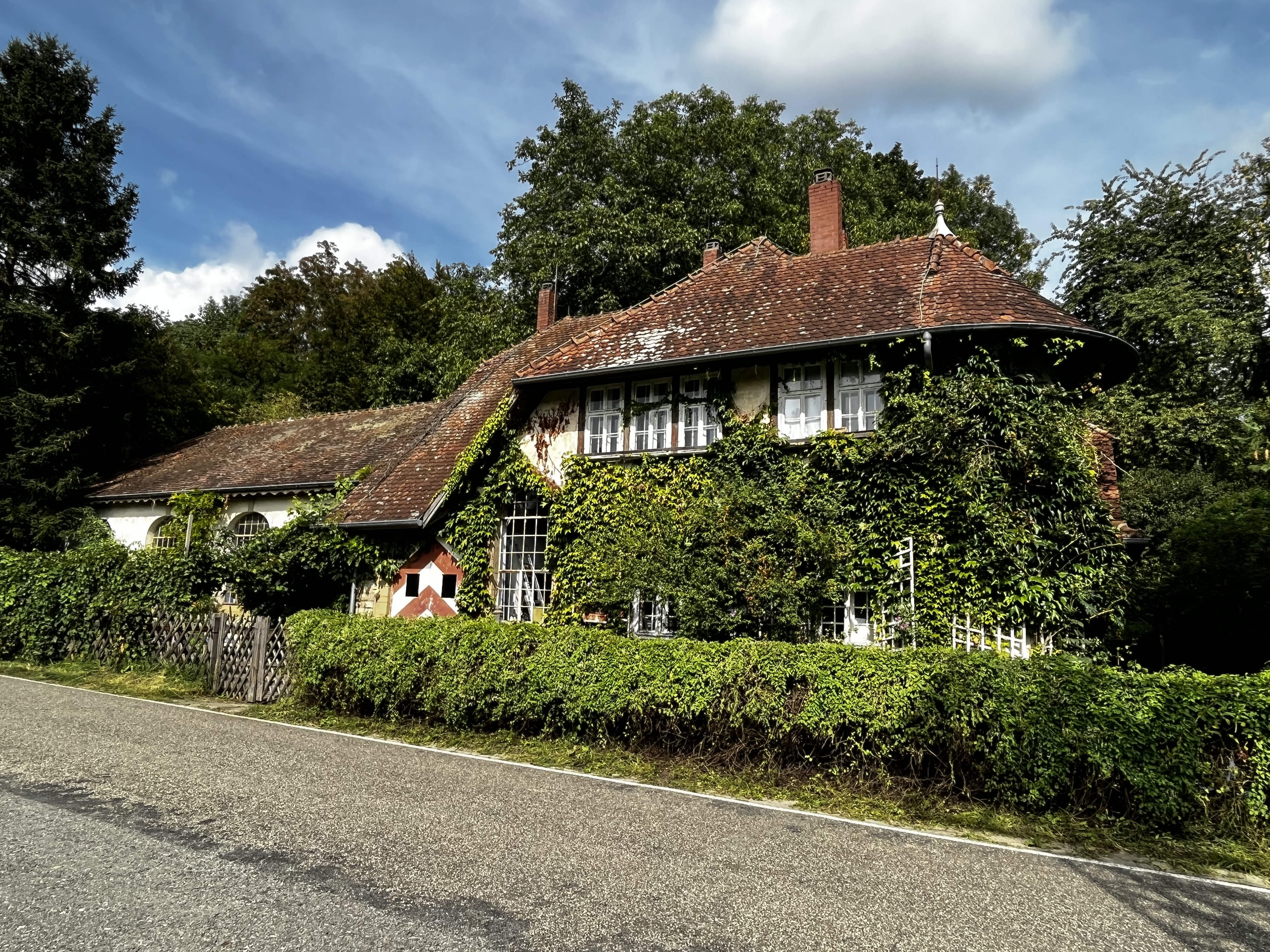
Pumpenhaus im Maisbacher Tal, erbaut 1904 (Aufn. 2023)
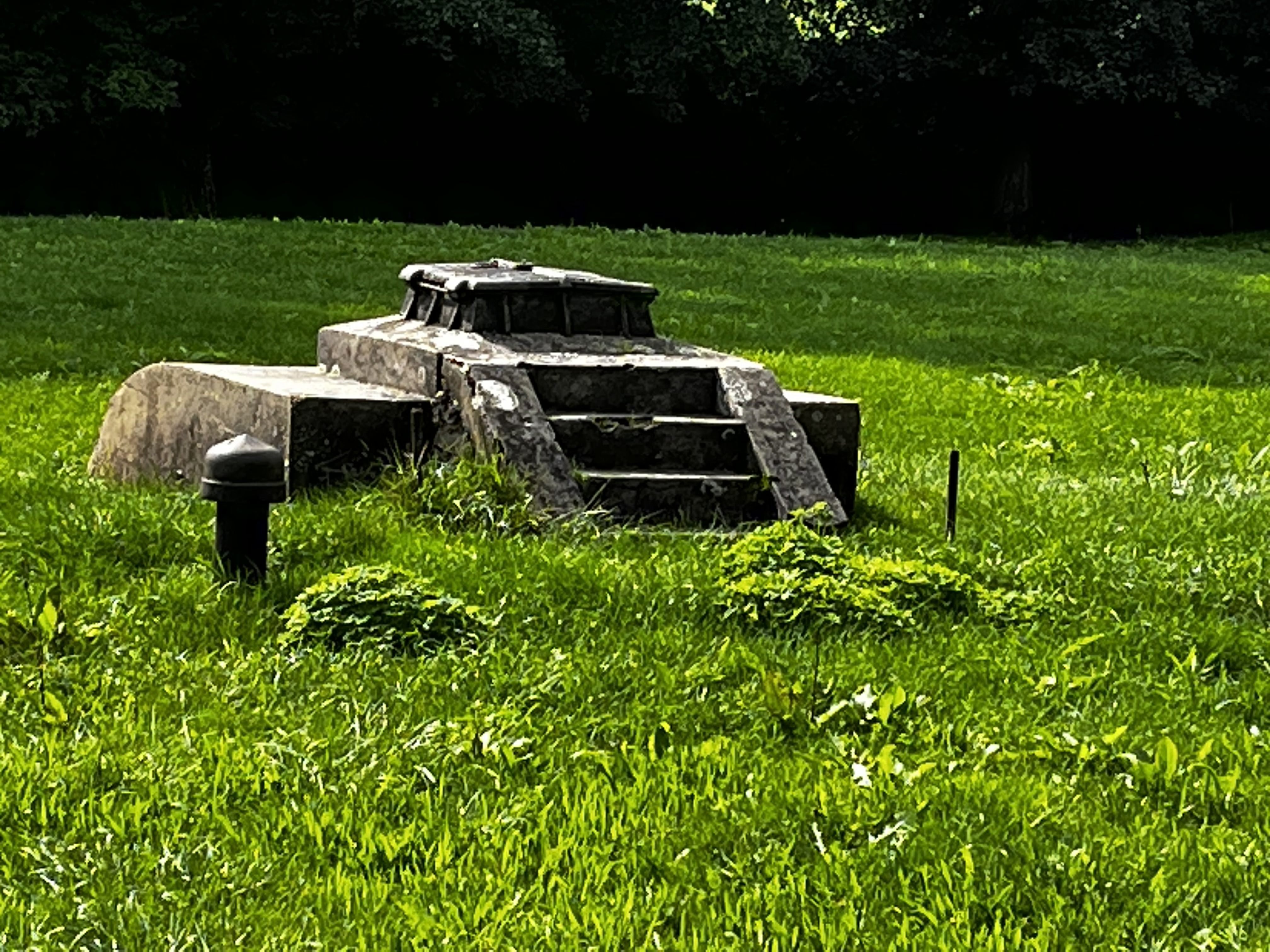
Tiefbrunnen gegenüber dem Pumpenhaus
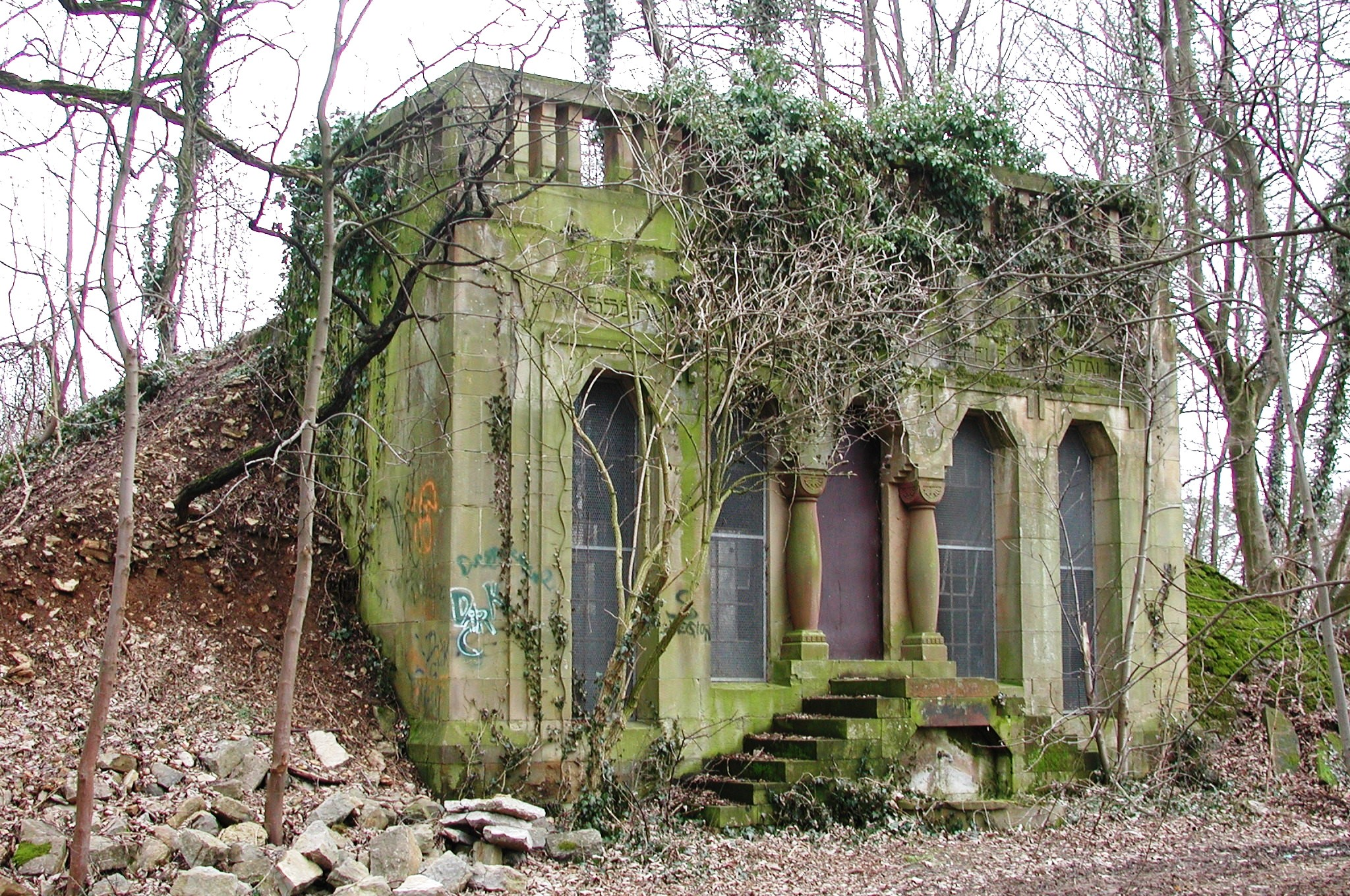
Ursprüngliches Wasserwerk der Heil- und Pflegeanstalt Wiesloch (Aufn. 1998)

### Gasthäuser
1951 eröffnete Georg Hessenauer in seinem Hofgut an der Baiertaler Straße 5 das Gasthaus „Zum Maisbacher Tal“. Damit die Maisbacher Einwohner ihre Haushaltswaren und Lebensmittel nicht auswärts einkaufen mussten, schloss er ein kleines Ladengeschäft an. Sowohl das Gasthaus als auch eine weitere Gaststätte „Zur Rose“ (ehemaliger Inhaber P. Zuber) existieren nicht mehr.

## Verkehr

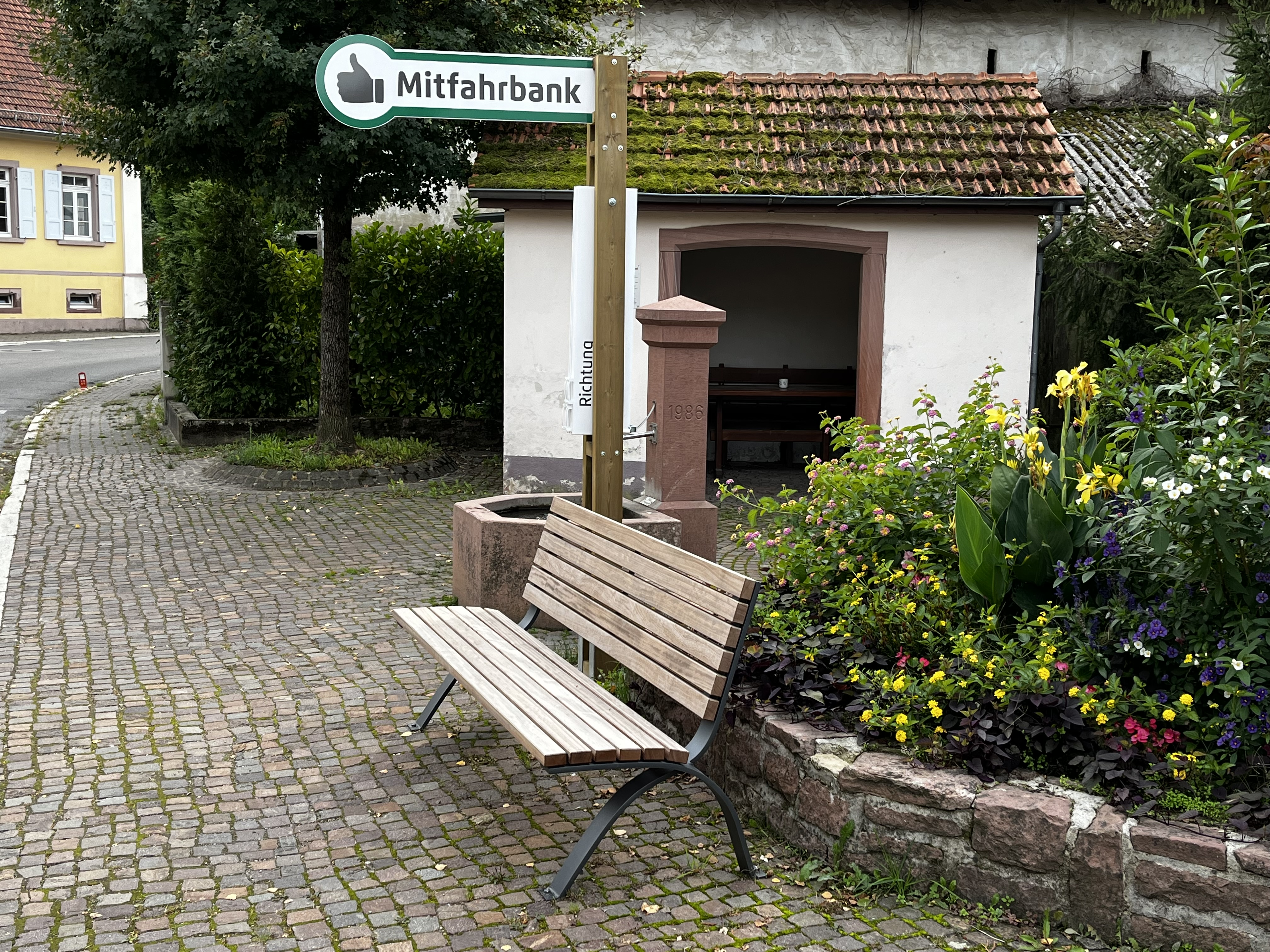
Mitfahrbank, neue Nahmobilität

Da Maisbach nicht an den öffentlichen Nahverkehr angebunden ist, besteht seit 2022 die Möglichkeit, über das Nußlocher Projekt „Mitfahrbänke“ von der Ortsmitte aus nach Nußloch zu verschiedenen Zielorten (z. B. Bücherei/Rathaus, katholische Kirche, Hauptstraße etc.) kostenlos zu gelangen. Zum Mitfahren wird das entsprechende Schild mit dem gewünschten Zielort ausgeklappt und auf der Bank Platz genommen. Die Bank darf auch ohne Mitfahrwunsch zum Verweilen genutzt werden. Alle am Projekt teilnehmenden Personen entscheiden freiwillig über das Mitfahren bzw. das Mitnehmen. Das Angebot gilt ausschließlich für Erwachsene und nicht für Kinder. Nußlocher Autofahrer, die Mitbürger mitnehmen möchten, erhalten im Rathaus einen entsprechenden Aufkleber für ihr Fahrzeug.

## Persönlichkeiten
- Johann Adam Müller (* 27. März 1769 in Meckesheim; † 9. Dezember 1832 in Maisbach), der „Bauernprophet“. Nach ihm ist seit 1986 der Dorfplatz von Maisbach (Johann-Adam-Müller-Platz) benannt.
- Philipp Erhard Stay (1821–1880) war von 1845 bis 1849 Lehrer in Maisbach[21], Mitbegründer des Allgemeinen Badischen Lehrervereins (später: Badischer Lehrerverein) sowie Gründer der Tageszeitung Der Volksführer. Seine Texte gegen die Politik der großherzoglichen Regierung hatten zur Folge, dass bereits die Ausgabe No. 9 des Volksführers beschlagnahmt wurde.[22] Als engagierter Anhänger der Badischen Revolution (1848/49) floh er nach deren Scheitern 1849 in die Schweiz und kehrte 1862 nach einer allgemeinen Amnestie durch Großherzog Friedrich I.[23] nach Deutschland zurück. Er verstarb 1880 in Magdeburg. Die Staystraße im Westen Nußlochs erinnert an sein Leben und Wirken.